# Vanacampus poecilolaemus
Vanacampus poecilolaemus es una especie de pez de la familia Syngnathidae en el orden de los Syngnathiformes.

## Morfología
Los machos pueden alcanzar 26,1 cm de longitud total.

## Reproducción
Es ovovivíparo y el macho transporta los huevos en una bolsa ventral, la cual se encuentra debajo de la cola.

## Hábitat
Es un pez demersal y clima tropical que vive entre 1-11 m de profundidad.

## Distribución geográfica
Se encuentra al sur de Australia.